# Moskovói járás

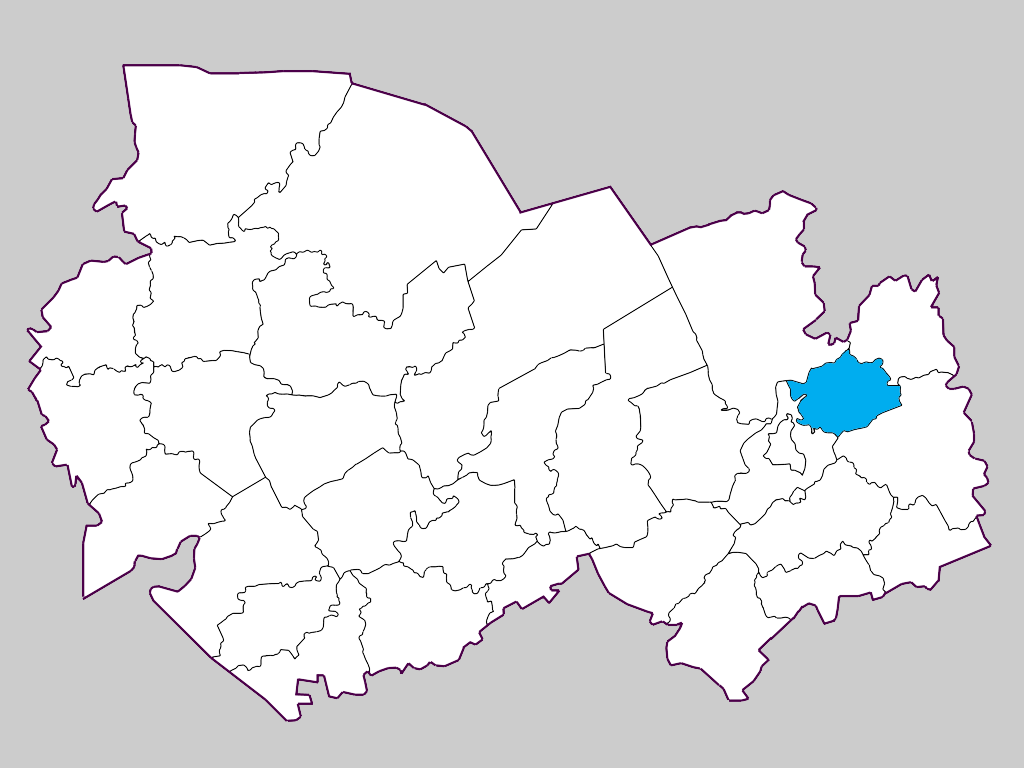
A Moskovói járás a Novoszibirszki területen

A Moskovói járás (oroszul Мошковский район) Oroszország egyik járása a Novoszibirszki területen. Székhelye Moskovo.

## Népesség
- 1989-ben 41 879 lakosa volt.
- 2002-ben 41 281 lakosa volt, melynek 93%-a orosz, a többiek főleg németek, ukránok és fehéroroszok.
- 2010-ben 39 192 lakosa volt, melyből 37 048 orosz (95,9%), 535 német (1,4%), 229 ukrán (0,6%), 190 tatár (0,5%), 96 üzbég (0,3%), 73 fehérorosz (0,2%), 54 örmény, 49 azeri, 31 csuvas, 28 tadzsik, 26 cigány, 26 grúz, 26 kazah, 23 ezid, 21 moldáv, 20 mari, 19 mordvin, 16 lengyel, 14 észt, 10 koreai stb.